# Ludwig von Benedek
Ludwig August von Benedek (Sopron, 14 luglio 1804 – Graz, 27 aprile 1881) è stato un militare ungherese, al servizio della Casa d'Austria.
Fu Feldmaresciallo e Cavaliere. Durante la guerra austro-prussiana del 1866 prese il comando delle truppe austriache venendo sconfitto nella battaglia di Königgrätz.

## Biografia

### I primi anni
Nato nella città ungherese di Sopron, oggi al confine con l'Austria, Ludwig (in ungherese Lajos) von Benedek era figlio di un medico e venne educato all'Accademia militare Teresiana di Wiener Neustadt. Entrò nell'esercito austriaco nel 1822, divenne luogotenente nel 1833 e assegnato allo staff di gestione delle operazioni in Italia. Nel 1835 venne promosso capitano e nel 1840 maggiore, servendo nel comando generale della Galizia. Nel 1843 venne nominato luogotenente colonnello e nel 1846 colonnello. Contribuì nel febbraio di quello stesso anno a reprimere alcune ribellioni verificatesi nelle regioni a ovest della Galizia, occasione nel quale ottenne l'onorificenza della Croce di Cavaliere dell'Ordine Imperiale di Leopoldo e venne elevato al grado nobiliare di cavaliere.

### La prima guerra d'indipendenza
Nell'agosto del 1847 Benedek venne assegnato col comando di un reggimento di fanteria, alle armate italiane, sotto il comando di Ferencz Gyulai. Allo scoppio della rivolta di Milano del 1848 egli si trovava a Pavia col proprio reggimento, ove si prodigò per risanare le avvisaglie di rivolta in quell'area. Il 5 aprile 1848 ottenne il comando di una brigata. Si distinse durante la prima guerra d'indipendenza nella battaglia di Curtatone e Montanara del 29 maggio di quello stesso anno, dove guidò l'assalto cruciale alla testa della propria brigata, ottenendo così la croce dell'Ordine Militare di Maria Teresa. Nei giorni successivi prese parte alla battaglia di Goito. Nella campagna del 1849 partecipò agli scontri di Mortara (21 marzo) ed alla Battaglia di Novara. Il 3 aprile 1849 ottenne il grado di maggiore generale e divenne comandante in capo della 2ª Armata d'Italia.

### La ribellione ungherese
Benedek passò al servizio dell'armata ungherese in quello stesso 1849, trasferendo il proprio comando a Raab. Dopo essere stato ferito a Szőny, tornò nuovamente in Italia a capo della 2ª Armata e venne promosso al grado di luogotenente feldmaresciallo nel 1853. In questo frangente, ricevette il comando del 4º Corpo d'Armata a Leopoli col quale si distinse in Galizia nel 1854.

### La seconda guerra d'indipendenza

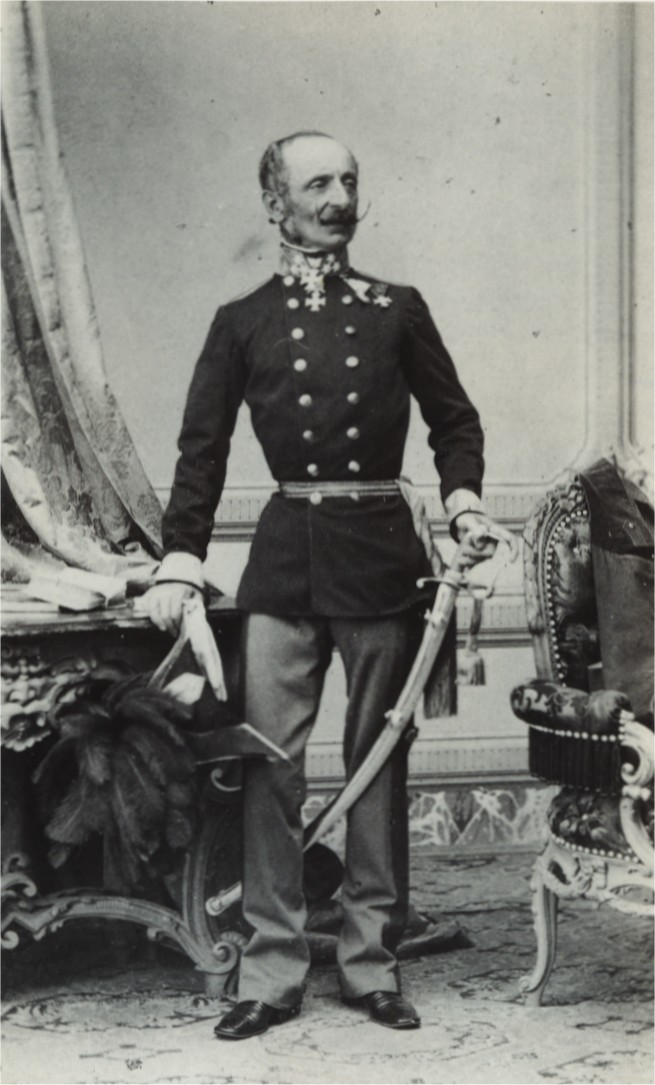
Ludwig von Benedek in una fotografia del 1860

Nella primavera del 1859 Ludwig von Benedek, come comandante generale del 8º Corpo d'Armata (di stanza a Cremona) prese parte agli scontri della guerra seconda guerra d'indipendenza italiana. Promosso a Feldzeugmeister combatté il 4 giugno 1859 nella rovinosa battaglia di Magenta. Il 24 giugno 1859, nel contesto della battaglia di Solferino e San Martino, mentre l'Imperatore Francesco Giuseppe si scontrava a Solferino contro le truppe francesi di Napoleone III, a pochi chilometri di distanza Benedek impegnava le truppe piemontesi di Vittorio Emanuele II di Savoia a San Martino. In un primo momento sembrò trionfare sul nemico, ma dovette presto ripiegare su Solferino ed unirsi alle truppe dell'Imperatore, ricevendo l'ordine di ritirarsi dal campo di battaglia.
Malgrado tutto, però, il bilancio di Benedek nella seconda guerra d'indipendenza fu notevole e il 30 gennaio 1860 entrò nello staff di comando, venendo nominato il 19 aprile 1860 governatore civile e militare dell'Ungheria e poco dopo, il 20 ottobre 1860, comandante delle truppe austriache a Venezia. Lo stesso anno entrò nel parlamento viennese.

### La guerra austro-prussiana
I suoi trascorsi e successi passati avevano fatto di von Benedek un militare popolare nell'esercito austriaco e per questo, allo scoppio della guerra austro-prussiana del 1866 venne inviato come comandante in capo dell'armata del Nord, preoccupandosi nel contempo di ammodernare con nuovi fucili l'esercito austriaco, che perfezionò nella tecnica d'azione e nel rendimento sul campo. Fu così che giunse al rovinoso scontro della battaglia di Königgrätz dove venne costretto a ritirarsi dapprima a Olomouc e poi in Ungheria.

### Gli ultimi anni
Dopo la sconfitta di Königgrätz, Francesco Giuseppe dovette accettare le dimissioni di Benedek, il quale venne costretto a recedere dall'incarico anche a causa di un'investigazione giudiziaria che era stata iniziata a suo carico. Tale procedimento venne però bloccato per intervento dell'Imperatore e di altri ufficiali. Malgrado ciò, Benedek fu condannato dai giornali viennesi. Depresso ed umiliato, si ritirò a vita privata a Graz, dove morì il 27 aprile 1881.